# Vaxholm
Vaxholm est une ville de Suède, chef-lieu de la commune de Vaxholm dans le comté de Stockholm. Sa population était de 5 135 habitants au recensement de décembre 2020.
La ville est fondée en 1558 quand le roi Gustav Vasa a acheté des fermes du Comte Per Brahe le vieux. Au XIXe siècle, la ville est devenue populaire comme destination pour les vacances.

## Architecture
- Château de Vaxholm
- L'hôtel de Vaxholm
- L'église de Vaxholm (Gustav Adolfs kyrka)
- Villa Akleja - l'ancienne maison des peintres JAG Acke et Eva Acke
- Hembygdsgården